# Klaus Sasse
Klaus Sasse (* 18. Februar 1921 in Münster; † 7. Juni 2003 in Hamburg) war ein deutscher Offizier der Wehrmacht und wissenschaftlicher Oberrat am Romanischen Seminar der Universität Hamburg.

## Leben
Seine Schulzeit verbrachte Sasse in Hamburg, wo er 1939 das Abitur ablegte. Sasse wurde 1940 während des Zweiten Weltkriegs zur Wehrmacht eingezogen, wo er im Nachrichtendienst tätig war. Am 8. April 1945 geriet er als Leutnant in Königsberg in Kriegsgefangenschaft. Bemerkenswert sind seine 179 Fotografien aus der fünfjährigen sowjetischen Kriegsgefangenschaft im Offiziergefangenenlager Jelabuga und anderen. Sie wurden mit der Minikamera Minox Riga 38 gemacht, für die er fünf Filme besaß, und wurden von Gefangenen aus den Lagern herausschmuggelt. Jahrelang hielt Sasse seine Urheberschaft geheim, weil er befürchtete, dass der sowjetische Geheimdienst etwas gegen ihn unternehmen könnte. Der Fotograf war nur als „der Königsberger“ oder „Pfennig“ bekannt.
Nach seiner Heimkehr studierte er dann Romanistik und Anglistik und legte 1959 das 2. Staatsexamen ab, danach war er als Lektor an der Universität Hamburg tätig. 1967 wurde Sasse promoviert, er arbeitete anschließend bis zu seiner Pensionierung im Jahr 1986 als wissenschaftlicher Oberrat am Romanischen Seminar an der Universität Hamburg. Die Niederschrift des Buches Bilder aus russischer Kriegsgefangenschaft erfolgte von 1997 bis 1998. Das Buch diente im Jahr 1999 als Begleitbuch zur Ausstellung „Kennst Du Jelabuga?“ des Kulturgeschichtlichen Museums Osnabrück, die im Jahr 2000 auch im Luftwaffenmuseum in Berlin-Gatow gezeigt wurde. Rainer Behring von der Frankfurter Allgemeinen Zeitung schrieb zum Buch: „„Bilder aus russischer Kriegsgefangenschaft“ bietet auch Sasses Text, eine Collage von Impressionen, die locker aufgereiht sind entlang der Chronologie einer Odyssee, die durch diverse Lager und Arbeitsstätten von der Gefangennahme in Königsberg am 9. April 1945 bis zur Heimkehr in die Bundesrepublik am ersten Tag des Jahres 1950 führte.“
Klaus Sasse ruht in der Familiengrabstätte auf dem Friedhof Ohlsdorf (Planquadrat D 13, südlich von Kapelle 4).